# Palo

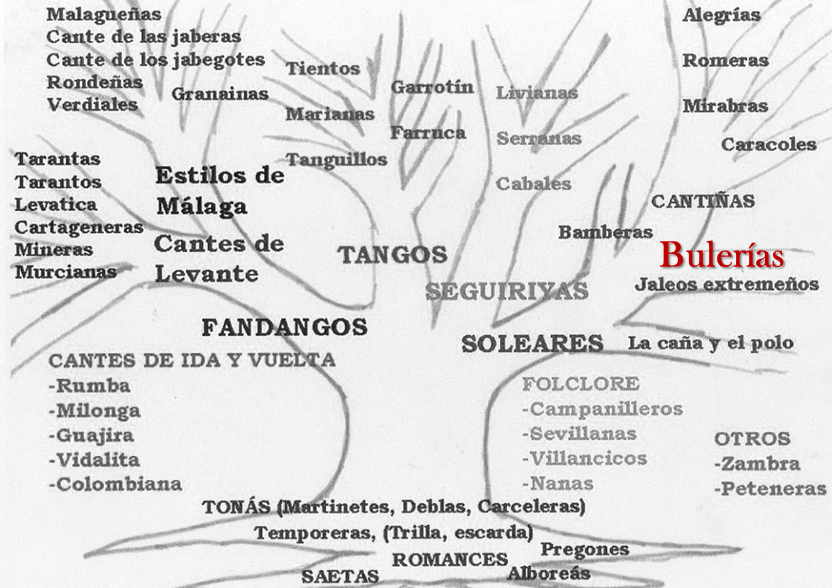
Bulerías em Flamenco Palos Tree.

Palo é o nome que se dá às sub-classificações do Flamenco. Dependendo do compasso, da escala utilizada, da progressão de acordes, do tema abordado na letra e de outras características mais destacadas das músicas, estas podem classificar-se de diferentes maneiras, de forma que músicas em um mesmo palo apresentam características semelhantes. Dentre os principais palos flamencos destacam-se a Seguiriya, a Soleá, a Bulería, a Alegría, a Rumba, o Tango, o Fandango e a Sevillana. O Martinete é considerado o palo mais antigo, chamado a palo seco, ou seja, sem acompanhamento de violão. 
De certa forma, alguns destes palos eram músicas tradicionais que posteriormente foram incorporadas ao Flamenco. Assim sendo, muitos não consideram as Sevillanas, por exemplo, como sendo Flamenco. Vale notar que existem vários outros palos além destes, uma centena, como Canastera, Alboreá, Petenera, etc. Cada palo contém características marcantes que podem identificá-los. Assim os palos jondos são mais pesados, tristes, como a Soleá. Há contudo músicas que apresentam uma certa mistura dessas características.  
O palo mais antigo no Flamenco, acompanhado de algum instrumento é a Seguiriya. Antes a ele as músicas eram apenas cantadas, sem dança nem violão (as chamadas Tonás), como no caso do martinete, onde aparece a bigorna como acompanhamento, por exemplo. Após as Seguiriyas vieram as Soleá, quando o Flamenco passou a ser apresentado, inclusive com dança. E então vieram as Bulerías, que apresentavam um caracter mais festivo, com danças mais aceleradas. As Bulerías são o palo em que o guitarrista/violonista ou o bailaor podem mostrar suas melhores habilidades, havendo muita improvisação. Já a Petenera, apesar de ser um palo bem raro de ser encontrado, possui toda uma lenda por trás, segundo à qual o compositor que a compusesse seria vítima de tal azar que seus dias estariam contados. Sendo assim, geralmente é escrita quando o autor está bastante deprimido, com letras associadas à morte (já que o autor "está ciente" de que vai morrer). Os palos flamencos mais enraizados apresentam compassos por 12, enquanto outros palos que foram encorporados ao flamenco ou sofreram influência de outros ritmos não-flamencos apresentam compassos por 3 e outros por 4, existindo até mesmo palos com ritmo livre, sem contagem exata.
Compasso por 12: 
- seguirilla
- soleá 
- bulería 
- alegría
Compasso por 3:
- sevillanas
- fandango
Compasso por 4:
- tango
- rumba
- tiento